# Erling Simonsen
Erling Simonsen – norweski żużlowiec, występujący również na długim torze.

## Życiorys
W latach 1958–1963 pięciokrotny finalista indywidualnych mistrzostw Europy na długim torze; brązowy medalista tych rozgrywek (Olso 1961). Czterokrotny indywidualny mistrz Norwegii na długim torze (1958, 1959, 1960, 1961).
Dwukrotny uczestnik skandynawskich kwalifikacji indywidualnych mistrzostw świata, w latach 1954 (Oslo, XVI miejsce) oraz 1955 (Turku, XIII miejsce).